# Свято-Миколаївський національний храм-пам'ятник
Свято-Миколаївський національний храм-пам'ятник при Всесвітньому торговому центрі (англ. St. Nicholas National Shrine at the World Trade Center) — храм Американської архієпархії Константинопольської православної церкви, розташований в Мангеттені, Нью-Йорк.
Побудований на місці колишньої православної Церкви Святого Миколая, яка була повністю зруйнована під час теракту 11 вересня 2001 року. Нова церква будується за проектом іспанського архітектора Сантьяго Калатрави і була освячена 4 липня 2022 року.

## Історія
Будівля майбутньої церкви була побудована у 1832 році. У 1916 році будинок був викуплений грецькою діаспорою, яка перетворила його на храм Святого Миколая, встановивши на даху навершні з хрестом і дзвоном. В  самому храмі знаходились частини мощей Миколи Чудотворця, Катерини Александрійської і Сави Сербського, подаровані американським грекам Миколою II. 
Після побудови поруч Всесвітнього торгового центру у 1972 році будівля церкви стала малопомітньою на їхньому фоні. Саму церкву стали називати «забутим храмом» — до теракту лише прихожани знали що біля підніжжя величезних веж-близнюків ховається маленька чотирьохповерхова церква.
Під час теророистичного акту 11 вересня 2001 року в самій церкві нікого не було. Після падіння Південної вежі ВТЦ, церква була повністю похована під завалами. Вона стала єдиною повністю зруйнованою будівлею, що не входила до складу комплексу ВТЦ (дві інші будівлі серйозно постраждали і їх довелось знести). На руїнах вдалось знайти пошкоджені ікони Діонісія Закинського та Божої Матері «Живоносне джерело». Мощі було втрачено. 
У 2008 році ділянку Граунд-Зіро, на якій стояла церква, було продано службі нью-йоркського порту за 20 млн доларів.

### Відбудова
Грецька архієпископія США багато років добивалась можливості побудувати новий храм. На відбудову храму було зібрано майже 2 млн доларів.
23 липня 2008 року адміністрація портів Нью-Йорку і Нью-Джерсі уклала угоду з церковним керівництвом щодо земельної ділянки. Після декількох років дискусій, договір про відбудову храму між портовим управлінням і грецькою архієпископією було підписано 14 жовтня 2011 року. В якості місця для нової церкви спершу розглядали Бруклін, проте губернатор штату Нью-Йорк наполіг на збереженні старого місця церкви (біля колишньої Південної вежі). Архітектор нового храму Сантьяго Калатрава, якого обрала комісія, вирішив створити храм який би за зовнішнім і внутрішнім оздобленням нагадував Софійський собор в Константинополі. Також було вирішено присвятити новий храм пам'яті жертвам теракту. 14 жовтня 2014 року архієпископ Грецької православної церкви освятив місце будівництва. 28 серпня 2015 року залили перший бетон. На початку вересня розпочалось будівництво цоколя.
У жовтні 2019 року під час офіційного візиту в США, митрополит Київський і всієї України Епіфаній відвідав Національний музей і меморіал 11 вересня, а також будівництво церкви, де він разом з іншими священнослужителями відслужив панихиду за загиблими в теракті.